# Пинкас (книга)

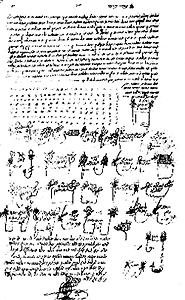
Пинкас синагоги Бет Яков, 1749—1913. Еврейский исторический музей в Белграде

Пинка́с (ивр. פִּנְקָס‎, ашкеназское произношение — пи́нкос, идиш — пи́нкес, от греч. πίναξ) — актовая книга европейских
еврейских общин (главным образом в Германских землях, Восточной Европе и Северной Италии). Велись до XVIII века, в Восточной Европе до XX века. Велись Ваадом четырёх земель и другими организациями.
В пинкасы вносились важные события общин, постановления и уставы (такканот), должностые назначения, внутриобщинные налоги и пр.
Пинкасы велись на иврите и идише (многие на смеси обоих языков); изредка в некоторых сефардских общинах — на  сефардском языке.